# 카솔라디나폴리
카솔라디나폴리(이탈리아어: Casola di Napoli)는 이탈리아 캄파니아주 나폴리현에 위치한 코무네다. 나폴리 남동쪽으로부터 30km거리에 위치해있다.